# Vasjuganská rovina
Vasjuganská rovina (rusky Васюганская равнина, Васюганье) je bažinatá údolní oblast v jižní části Západní Sibiře, která je součástí větší Západosibiřské roviny. Rozkládá se na území Tomské, Novosibirské, Omské oblasti, mezi řekami Ob a Irtyš. Rovina se snižuje k severu. Absolutní výšky se pohybují v rozmezí od 100 do 166 m.

## Vodstvo
Tato oblast je silně bažinatá, nachází se zde jedny z největších mokřadů na světě, a to Vasjuganské bažiny, ze kterých pramení mnoho řek, jde zejména o řeky Ava, Bakčar, Velký Jugan, Vasjugan, Děmjanka, Iksa, Kargat, Kjonga, Ňurolka, Malý Tartas, Tartas, Malý Jugan, Om, Parabel, Parbig, Tara, Tuj, Uj, Čaja, Čertala, Čižapka, Čuzik, Šegarka nebo Šiš.

## Nerostné zásoby
Na území roviny se nacházejí zásoby ropy, zemního plynu, rašeliny a železné rudy.